# 버니 차우
버니 차우(영어: bunny chow) 또는 버니(영어: bunny)는 남아프리카 공화국의 빵 요리이다.

## 만들기
빵의 속을 파내고, 그 안에 고기 커리를 넣어 만든다.

## 역사
인도계 거주민이 많은 더반에서 만들어진 음식이다. 정확한 기원은 밝혀져 있지 않지만, 1940년대부터 먹기 시작했다.
1. ↑  유석재 (2013년 4월 29일). “고령화 사회에서 가장 인기 끌 음식은 커리?”. 《조선일보》. 2018년 5월 14일에 원본 문서에서 보존된 문서. 2017년 11월 29일에 확인함.